# 帕爾梅托 (喬治亞州奧格爾索普縣)
帕爾梅托（英語：Palmetto）是位於美國喬治亞州奧格爾索普縣的一個非建制地區。該地的面積和人口皆未知。

## 地理
帕爾梅托的座標為33°54′21″N 83°55′23″W / 33.90583°N 83.92306°W，而該地的平均海拔高度為158米（即518英尺）。